# Porella abyssinica
Porella abyssinica là một loài rêu trong họ Porellaceae. Loài này được Trevis. mô tả khoa học đầu tiên năm 1877.
Danh pháp khoa học của loài này chưa được làm sáng tỏ. 